# Michael Gandolfini
Michael Gandolfini (New York, 1999) is een Amerikaans acteur. 

## Biografie
Michael Gandolfini werd in 1999 geboren als de zoon van acteur James Gandolfini en producente Marcy Wudarski. Zijn ouders scheidden in 2002. Op dertienjarige leeftijd verloor hij zijn vader aan een hartaanval terwijl ze samen op vakantie waren in Rome.
Hij studeerde aan de privéschool Westmark School in Encino (Los Angeles). Nadien begon hij aan een acteeropleiding aan Tisch School of the Arts in New York.

## Carrière
Gandolfini maakte in 2011 zijn acteerdebuut met een figurantenrol in de film Down the Store. In 2018 was hij te zien in de komische actiefilm Ocean's 8. Datzelfde jaar kreeg hij ook een bijrol in het tweede seizoen van de HBO-serie The Deuce.
Begin 2019 werd hij gecast als de jonge Tony Soprano voor de film The Many Saints of Newark, een prequel van de televisieserie The Sopranos (1999–2007). Het personage werd in de oorspronkelijke serie vertolkt door zijn vader. Voor hij gecast werd, had hij nog nooit een aflevering van de serie gezien.

## Filmografie

### Film
- 2011: Down the Store, als kind op fiets
- 2015: Flower, als zwerver
- 2018: Ocean's 8, als hulpkelner
- 2019: The Boy, the Dog and the Clown, als Weston
- 2020: Youngest, als Ethan
- 2021: Cherry, als neef Joe
- 2021: The Many Saints of Newark, als Tony Soprano
- 2022: The Independent, als Justin
- 2023: Cat Person, als Peter
- 2023: Landscape with Invisible Hand, als Hunter Marsh
- 2023: Beau Is Afraid, als zoon van Beau
- 2024: Bob Marley: One Love, als Howard Bloom
- 2024: Tea, als Nicholaus Steep
- 2025: Warfare, als McDonald

### Televisie
- 2018-2019: The Deuce, als Joey Dwyer
- 2020: Acting for a Cause, als Benvolio
- 2022: The Offer, als Andy Calhoun
- 2023: Extrapolations, als Rowan Chopin
- 2025-heden: Daredevil: Born Again, als Daniel Blake